# Skælskør
Skælskør este un oraș în Danemarca.